# John Gibson (hockeista su ghiaccio)
John Gibson (Pittsburgh, 14 luglio 1993) è un hockeista su ghiaccio statunitense.

## Palmarès

### Mondiali
- 1 medaglia:
  - 1 bronzo (Svezia/Finlandia 2013)